# Zoran Vulić
Zoran Vulić (n. 4 octombrie 1961, Split) este un antrenor de fotbal și fost fotbalist croat. Ca jucător a petrecut cea mai mare parte a carierei sale la clubul Hajduk Split și a jucat 25 de meciuri pentru echipa națională de fotbal a Iugoslaviei, marcând un gol, și trei meciuri pentru echipa națională de fotbal a Croației.
Din 7 octombrie 2015 este antrenor al clubului Sheriff Tiraspol.